# Тралонка
Тралонка (фр. Tralonca, корс. Tralonca) — коммуна во Франции, находится в регионе Корсика. Департамент коммуны — Верхняя Корсика. Входит в состав кантона Голо-Морозалья. Округ коммуны — Корте.
Код INSEE коммуны — 2B329.

## Население
Население коммуны на 2008 год составляло 93 человека.
| 1962 | 1968 | 1975 | 1982 | 1990 | 1999 | 2008 |
| ---- | ---- | ---- | ---- | ---- | ---- | ---- |
| 57   | 92   | 73   | 74   | 48   | 64   | 93   |

## Экономика
В 2007 году среди 60 человек в трудоспособном возрасте (15—64 лет) 44 были экономически активными, 16 — неактивными (показатель активности — 73,3 %, в 1999 году было 55,8 %). Из 44 активных работали 42 человека (21 мужчина и 21 женщина), безработных было 2 (1 мужчина и 1 женщина). Среди 16 неактивных 6 человек были учениками или студентами, 3 — пенсионерами, 7 были неактивными по другим причинам.